# 孙应符
孙应符（1144年—?），字仲潛。南宋余姚（今属浙江）人。
孙介次子，孙应时仲兄。宋高宗绍兴十四年（1144）生。工於诗。卒年失考。著有《历代帝王纂要》二卷、《初學須知》五卷。《全宋诗》录其诗十一首。有子孙祖祐，登嘉定庚辰进士。